# Dobsonia anderseni
Il pipistrello della frutta dal dorso nudo di Andersen (Dobsonia anderseni Thomas, 1914) è un pipistrello appartenente alla famiglia degli Pteropodidi, diffuso nell'Arcipelago delle Bismarck.

## Descrizione

### Dimensioni
Pipistrello di medie dimensioni, con lunghezza dell'avambraccio tra 113,6 e 132,5 mm, la lunghezza della testa e del corpo tra 131,8 e 205 mm, la lunghezza della coda tra 22,2 e 40 mm e un peso fino a 258 g.

### Aspetto
La testa è nerastra, mentre la parte dorsale del collo e le parti ventrali sono marroni scure. L'addome è cosparso di peli color ocra. Le orecchie sono lunghe e appuntite. Le membrane alari sono attaccate lungo la spina dorsale come in tutte le specie di Dobsonia. La coda è ben sviluppata, mentre l'uropatagio è ridotto ad una sottile membrana lungo la parte interna degli arti inferiori. Gli artigli sono bianchi.

## Biologia

### Comportamento
Forma grandi colonie all'interno di grotte, negli alberi cavi e in tunnel costruiti dall'uomo.

### Alimentazione
Si nutre di frutta.

### Riproduzione
Le femmine danno alla luce i piccoli probabilmente tra giugno e agosto.

## Distribuzione e habitat
Questa specie è diffusa nell'Arcipelago delle Bismarck: Nuova Britannia, Nuova Irlanda, Isola del Duca di York, Dyaul, Umboi; Isole dell'Ammiragliato: Manus, Ponam, Los Negros; Isole Mussau: Emirau, Mussau; Karkar, Bagabag, Boang, Lihir, Tabar, Sakar, Tolokiwa.
Gli individui delle Isole dell'Ammiragliato potrebbero appartenere ad una sottospecie ancora non descritta.
Vive in molti tipi di habitat, inclusi luoghi con la presenza umana, fino a 1.500 metri di altitudine.

## Tassonomia
Altre specie simpatriche dello stesso genere: D. praedatrix.

## Conservazione
La IUCN Red List, considerato il vasto areale e la popolazione numerosa, classifica D. anderseni come specie a rischio minimo (Least Concern)).